# Auranha
Auranha (francès Auragne) és un municipi occità del Lauraguès, en el Llenguadoc, situat al departament de l'Alta Garona i a la regió d'Occitània.